# Wilhelm von Lebzeltern

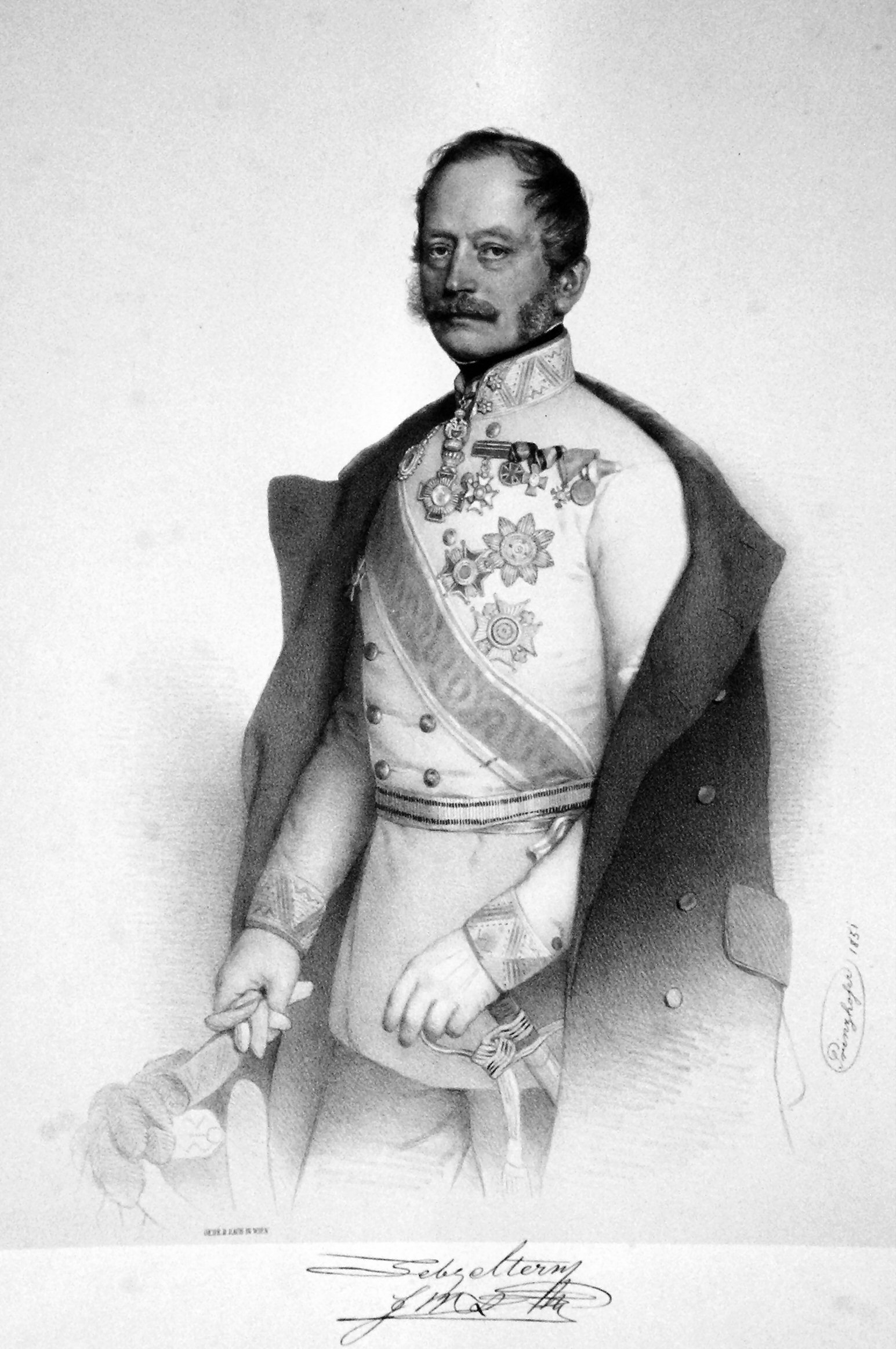
Wilhelm Freiherr von Lebzeltern, Lithographie von August Prinzhofer, 1851

Wilhelm Freiherr von Lebzeltern (* 7. März 1787 in Czernowitz, Bukowina; † 18. März 1869 in Wien) war ein k. k. österreichischer Feldzeugmeister und Geheimer Rat.

## Leben
Er entstammt einer Offiziersfamilie und erhielt eine militärische Ausbildung an der k. k. Ingenieurakademie in Wien. 1805 trat er in das Geniekorps ein und wurde sofort mit der Aufgabe betraut, die Festung Theresienstadt in Verteidigungszustand zu setzen. Weitere Festungsbauprojekte in Enns und Mauthausen folgten. 1809 geriet er in französische Gefangenschaft. 1815 machte er als Hauptmann den Feldzug im Piemont und der Lombardei mit. 1821 zeichnete er sich bei dem Feldzug gegen Neapel aus. 1831 zum Major befördert, wurde er 1832 als Erzieher der Söhne Erzherzogs Karls nach Wien berufen. Als Vorsteher des Hofstaates des Erzherzog Friedrich rückte er zum Oberst vor und begleitete 1837 den jungen Erzherzog nach Venedig, sowie auch auf dem Feldzug nach Syrien und den Reisen nach Algerien, Portugal und England. 
Der Offizier wurde mit dem Orden der Eisernen Krone 2. Klasse (1840) und dem Titel eines Geheimen Rates ausgezeichnet und deswegen am 16. März 1842 in den Freiherrenstand erhoben.
Am 30. Oktober 1844 wurde er Generalmajor und in dieser Funktion 1848 zum Direktor der Wiener Neustädter Akademie ernannt und bereits am 27. Januar 1849 zum Feldmarschallleutnant befördert und avancierte 1851 zum Vizepräsidenten des Landes-Militärgerichtes in Wien. 
Am 29. März 1865 wurde er auf eigenen Wunsch pensioniert, und zwar mit dem Titel eines Feldzeugmeisters, außerdem ehrte ihn der Kaiser für seine über 60-jährige vorbildliche Laufbahn mit dem Orden der Eisernen Krone 1. Klasse mit (KD.) 2. Klasse.

## Auszeichnungen (Auswahl)
- Roter Adlerorden III. Klasse (vor 1850)
- Komtur des Verdienstordens vom Heiligen Michael
- Kommandeur I. Klasse des Großherzoglich Hessischen Ludwigsordens
- Ehrenritter des Großherzoglich Oldenburgischen Haus- und Verdienstordens Herzog Peter Friedrich Ludwigs (vor 1850)
- Kaiserlich russischer Sankt-Stanislaus-Orden 1. Klasse (1846)
- Kommandeur des königlich britischen Bathordens*
- Großkreuz des Konstantinischen Georgsordens für Militärverdienst (1834)
- Großkreuz des königlich sizilianischen Ordens von St. Georg der Wiedervereinigung
- Großkreuz des königlich sizilianischen Ordens Franz I.
- Komtur des St. Gregor Ordens (vor 1850)
- Ottomanischer Mecidiye-Orden und Ehrensäbel[4][5]

## Wappen

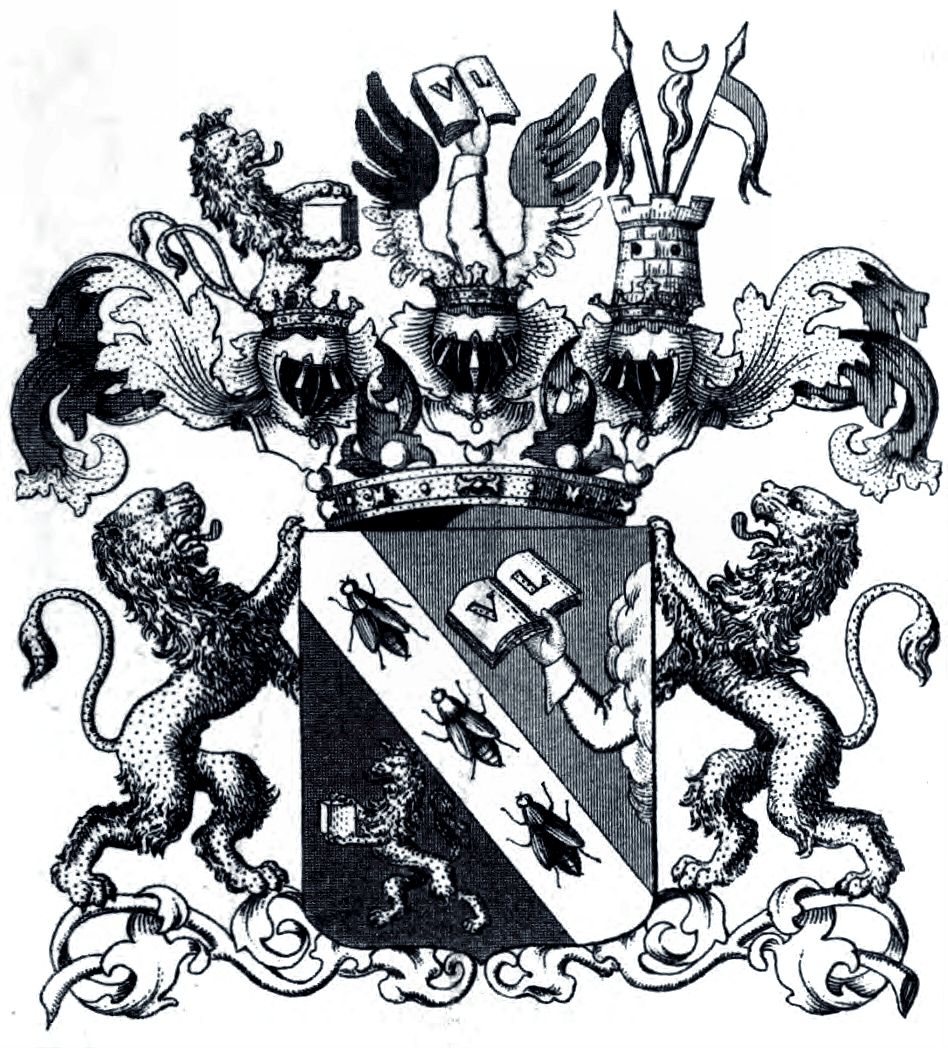
Wappen der Freiherrn von Lebzeltern, jüngerer Ast, 1842

1718: Schild durch einen schrägrechten, mit drei untereinander stehenden Bienen von natürlicher Farbe belegten, silbernen Balken geteilt: rechts (unten) in Schwarz ein rechts gekehrter, gekrönter, doppelt geschweifter, goldener Löwe, welcher in den Vorderpranken einen silbernen Kubikstein hält; links (oben) in Rot ein freischwebender, aus blauen Wolken hervorkommender, rechts gekehrter, weißer Arm, welcher in der Hand ein aufgeschlagenes Buch hält, dessen rechte Seite mit V, die linke mit L (Vitae liber) bezeichnet ist. Auf dem Schilde stehen zwei gekrönte Helme. Aus dem rechten Helme wächst der Arm der linken Schildeshälfte mit dem beschriebenen Buche in der Hand zwischen einem offenen Adlersflug auf, dessen rechter Flügel von Schwarz und Gold, der linke aber von Roth und Silber quer geteilt ist, und aus dem linken Helme wächst der Löwe der rechten Schildeshälfte mit dem Kubiksteine empor. Die Decken des rechten Helmes sind rot und silbern und die des linken schwarz und golden.
1842: Das Wappen des jüngeren Astes freiherrlichen Linie enthält das Stammwappen: Den Balken mit den Bienen, den Arm mit dem Buche und den Löwen mit dem Kubikstein. Auf dem Schild ruht die Freiherrnkrone. Helm und Helmzierden sind wie die des älteren Astes, nur mit dem Unterschied, dass aus dem dritten Helme statt des Widders ein Festungsturm mit drei Fahnen, der österreichischen schwarz-gelben, der türkischen mit dem Rossschweif und der englischen sich erhebt, zur Erinnerung an die Einnahme von Saida. Schildhalter sind zwei aufrechtstehende, einwärtssehende, goldene Löwen.